# Гомбе-Стрім (національний парк)
Національний парк Гомбе-Стрім — національний парк Танзанії, розташований на заході країни. Відома вчена Джейн Гудолл, що займається вивченням приматів, провела багато часу в лісах парку, заснувавши тут перший подібний дослідницький проєкт.
Гомбе-Стрім — найменший парк Танзанії.

## Фізико-географічні характеристики
Парк розташований на березі озера Танганьїка в західній частині країни за 6 км на північ від Кігоми. Основу парку представляють дикі ліси на схилах крутих пагорбів і річкових долин. Північне узбережжя озера є піщаним. До парку можна добратися тільки на човні.
У безпосередній близькості знаходиться кордон з ДР Конго.

## Флора і фауна

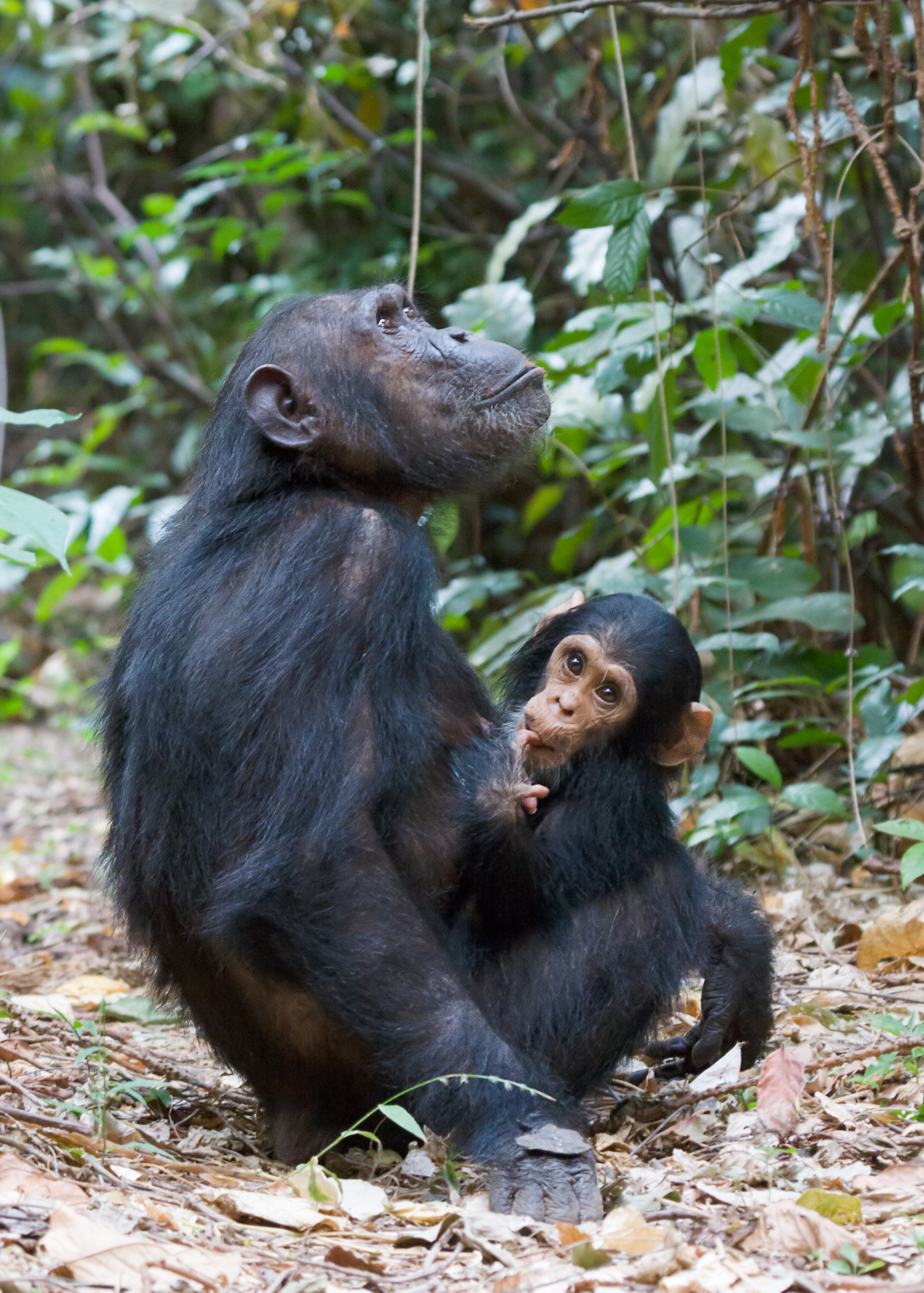
Шимпанзе з дитинчам.

Основною визначною пам'яткою парку є сім'ї шимпанзе (Pan troglodytes schweinfurthii), очікувана кількість яких на території парку сягає 90 особин (точних досліджень не проводилося). Крім того, в парку можна зустріти інших приматів, в основному це червонохвості мавпи, блакитні мавпи, верветки, червоні колобуси (Colobus badius tephrosceles) і павіани анубіс (Papio anubis). Основним часом для спостереження за мавпами є сезони дощів з лютого по червень і з листопада до середини грудня.
У парку водиться понад 200 видів птахів. Парк також славиться великим різноманіттям метеликів, яких тут нараховується майже 500 видів.

## Дослідження
Джейн Гудолл у 1960 році заснувала дослідницький проєкт, що займається вивченням шимпанзе. В даний час він є найтривалішим і досі чинним подібним проєктом, а в парку досі можна зустріти шимпанзе Фіфі, якій було три роки під час запуску проєкту.
Дослідження почалися ще до створення національного парку і в перший час були зосереджені на колонії шимпанзе Какомбе, що мешкає в центральній частині парку. У 1970-х роках проводилося кілька нетривалих досліджень бабуїнів і колобусів, а 1990-х роках дослідників зацікавила ще одна колонія шимпанзе Мітумба, що мешкає в північній частині парку. Нині також триває дослідження бабуїнів. Крім того, відомо про ще однієї колонії шимпанзе, що мешкає в південній частині парку. Дослідження зачіпають різні аспекти життя приматів: їх культуру, способи полювання, взаємини матері і дитини, а також поведінка чоловічих особин.